# Architetture civili dell'Abruzzo
Questa lista di architetture civili dell'Abruzzo elenca palazzi e monumenti dell'Abruzzo.
Mappa di tutte le coordinate: OpenStreetMap  · Bing (max 200) - Esporta: KML  · GeoRSS  · microformat  · RDF

## Fontana
| immagine | voce                          | descrizione           | unità amministrativa in cui è situato | coordinate geografiche  | istanza di |
| -------- | ----------------------------- | --------------------- | ------------------------------------- | ----------------------- | ---------- |
|          | Fontana delle cinque cannelle | fontana di Fossacesia | Fossacesia                            | 42.245055°N 14.478919°E | fontana    |
|          | Fontana delle 99 cannelle     | fontana dell'Aquila   | L'Aquila                              | 42.349611°N 13.389611°E | fontana    |
|          | Fontana del Nettuno           | fontana dell'Aquila   | L'Aquila                              | 42.352778°N 13.40125°E  | fontana    |
|          | Fontana luminosa              | fontana dell'Aquila   | L'Aquila                              | 42.353833°N 13.401333°E | fontana    |
|          | Fontana vecchia               | fontana dell'Aquila   | L'Aquila                              | 42.348726°N 13.398701°E | fontana    |
|          | Fonte del Borgo               | fontana di Lanciano   | Lanciano                              | 42.228138°N 14.391001°E | fontana    |
|          | Fontana delle cinque cannelle |                       | Pescara                               |                         | fontana    |
|          | Fontana Sarracco              | fontana di Scanno     | Scanno                                | 41.903025°N 13.880685°E | fontana    |
|          | Fontana del Pisciarello       | fontana di Scanno     | Scanno                                | 41.903695°N 13.879448°E | fontana    |
|          | Fonte della Noce              | fontana di Teramo     | Teramo                                | 42.659179°N 13.709769°E | fontana    |
|          | Fonte del Latte               | fontana di Teramo     | Teramo                                |                         | fontana    |

## Monumento
| immagine | voce    | descrizione                   | unità amministrativa in cui è situato | coordinate geografiche  | istanza di        |
| -------- | ------- | ----------------------------- | ------------------------------------- | ----------------------- | ----------------- |
|          | La Nave | fontana monumentale a Pescara | Pescara                               | 42.473611°N 14.211389°E | monumento fontana |

## Palazzo
| immagine | voce                           | descrizione                              | unità amministrativa in cui è situato | coordinate geografiche  | istanza di               |
| -------- | ------------------------------ | ---------------------------------------- | ------------------------------------- | ----------------------- | ------------------------ |
|          | Casa De Marco                  | palazzo di Atessa                        | Atessa                                | 42.068281°N 14.442121°E | palazzo                  |
|          | Palazzo Coccia-Ferri           | palazzo di Atessa                        | Atessa                                |                         | palazzo                  |
|          | Palazzo Spaventa               | palazzo di Atessa                        | Atessa                                | 42.066953°N 14.447385°E | palazzo                  |
|          | Palazzo Torlonia               | edificio di Avezzano                     | Avezzano                              | 42.030434°N 13.424233°E | palazzo                  |
|          | Palazzo di Giustizia           | edificio di Avezzano                     | Avezzano                              | 42.035867°N 13.428134°E | palazzo                  |
|          | Palazzo Vescovile              | edificio di Avezzano                     | Avezzano                              | 42.036889°N 13.42625°E  | palazzo                  |
|          | Palazzo Baronale               | palazzo di Borrello                      | Borrello                              | 41.920109°N 14.303412°E | palazzo                  |
|          | Palazzo Ricci                  | palazzo di Capitignano                   | Capitignano                           | 42.523807°N 13.301131°E | palazzo                  |
|          | Palazzo De Sterlich            | edificio fortificato di Cermignano       | Cermignano                            | 42.589127°N 13.792685°E | palazzo                  |
|          | Palazzo De Pasquale            |                                          | Chieti                                | 42.35395°N 14.167592°E  | palazzo                  |
|          | Casino Mayer                   | palazzo di Fossacesia                    | Fossacesia                            | 42.247957°N 14.487657°E | palazzo                  |
|          | Palazzo Contini                | palazzo di Fossacesia                    | Fossacesia                            | 42.245505°N 14.478605°E | palazzo                  |
|          | Palazzo Mayer                  | palazzo di Fossacesia                    | Fossacesia                            | 42.245039°N 14.479347°E | palazzo                  |
|          | Palazzo De Lucia               | palazzo di Guardiagrele                  | Guardiagrele                          | 42.191669°N 14.221433°E | palazzo                  |
|          | Palazzo Vitacolonna            | palazzo di Guardiagrele                  | Guardiagrele                          | 42.190903°N 14.221633°E | palazzo                  |
|          | Palazzo Elisii                 | palazzo di Guardiagrele                  | Guardiagrele                          | 42.190514°N 14.220916°E | palazzo                  |
|          | Casa Marini                    | palazzo di Guardiagrele                  | Guardiagrele                          | 42.189719°N 14.221852°E | palazzo                  |
|          | Palazzo Liberatoscioli         | palazzo di Guardiagrele                  | Guardiagrele                          | 42.192126°N 14.222271°E | palazzo                  |
|          | Palazzetto dei Nobili          | edificio dell'Aquila                     | L'Aquila                              | 42.3513°N 13.3974°E     | palazzo                  |
|          | Palazzo Ardinghelli            | edificio dell'Aquila                     | L'Aquila                              | 42.352944°N 13.39975°E  | palazzo                  |
|          | Palazzo Carli Benedetti        | edificio dell'Aquila                     | L'Aquila                              | 42.352333°N 13.400056°E | palazzo                  |
|          | Palazzo Centi                  | edificio dell'Aquila                     | L'Aquila                              | 42.347111°N 13.399028°E | palazzo                  |
|          | Palazzo Fibbioni               | edificio dell'Aquila                     | L'Aquila                              | 42.350722°N 13.4°E      | palazzo                  |
|          | Palazzo Margherita             | edificio dell'Aquila                     | L'Aquila                              | 42.351194°N 13.398222°E | palazzo                  |
|          | Palazzo Pica Alfieri           | edificio dell'Aquila                     | L'Aquila                              | 42.351722°N 13.39775°E  | palazzo                  |
|          | Palazzo Quinzi                 | edificio dell'Aquila                     | L'Aquila                              | 42.351889°N 13.397417°E | palazzo                  |
|          | Palazzo Silone                 | edificio dell'Aquila                     | L'Aquila                              | 42.366056°N 13.374139°E | palazzo                  |
|          | Emiciclo                       | edificio dell'Aquila                     | L'Aquila                              | 42.344944°N 13.398444°E | palazzo                  |
|          | Palazzo della Prefettura       | edificio dell'Aquila                     | L'Aquila                              | 42.347399°N 13.396981°E | palazzo                  |
|          | Casa di Jacopo di Notar Nanni  | edificio dell'Aquila                     | L'Aquila                              | 42.35175°N 13.399472°E  | palazzo                  |
|          | Palazzo Cappa Cappelli         | edificio dell'Aquila                     | L'Aquila                              | 42.349472°N 13.399444°E | palazzo                  |
|          | Palazzo Lucentini Bonanni      | edificio dell'Aquila                     | L'Aquila                              | 42.353°N 13.401028°E    | palazzo                  |
|          | Palazzo del Convitto           | edificio dell'Aquila                     | L'Aquila                              | 42.350757°N 13.399486°E | palazzo                  |
|          | Palazzo Paone Tatozzi          | edificio dell'Aquila                     | L'Aquila                              | 42.353278°N 13.401083°E | palazzo                  |
|          | Palazzo Porcinari              | edificio dell'Aquila                     | L'Aquila                              | 42.352556°N 13.396°E    | palazzo                  |
|          | Palazzo Gagliardi Sardi        | edificio dell'Aquila                     | L'Aquila                              | 42.348528°N 13.400722°E | palazzo                  |
|          | Palazzo Farinosi Branconi      | edificio dell'Aquila                     | L'Aquila                              | 42.354271°N 13.396896°E | palazzo                  |
|          | Palazzo Cricchi                |                                          | L'Aquila                              | 42.35237°N 13.40055°E   | palazzo                  |
|          | Palazzo Alfieri                | edificio dell'Aquila                     | L'Aquila                              | 42.347403°N 13.401518°E | palazzo                  |
|          | Palazzo de' Nardis             | edificio dell'Aquila                     | L'Aquila                              | 42.34863°N 13.396783°E  | palazzo                  |
|          | Palazzo Betti                  | edificio in Italia                       | L'Aquila                              | 42.348677°N 13.399104°E | palazzo                  |
|          | Palazzo Cipolloni Cannella     | edificio dell'Aquila                     | L'Aquila                              | 42.34911°N 13.399268°E  | palazzo                  |
|          | Palazzo Cappa Camponeschi      | Palazzo cinquecentesco dell'Aquila       | L'Aquila                              | 42.35303°N 13.399545°E  | palazzo                  |
|          | Palazzo Leone                  | edificio dell'Aquila                     | L'Aquila                              | 42.35344°N 13.401302°E  | palazzo                  |
|          | Casa del Combattente           | edificio dell'Aquila                     | L'Aquila                              | 42.353571°N 13.401109°E | palazzo                  |
|          | Villa Silvestrella             | edificio dell'Aquila                     | L'Aquila                              | 42.355082°N 13.394918°E | palazzo                  |
|          | Palazzo Vastarini Cresi        | edificio dell'Aquila                     | L'Aquila                              | 42.352792°N 13.39532°E  | palazzo                  |
|          | Palazzo Pascali                | Edificio dell'Aquila                     | L'Aquila                              | 42.3545°N 13.392083°E   | palazzo                  |
|          | Palazzo ex GIL (L'Aquila)      | palazzo in Italia                        | L'Aquila                              | 42.344392°N 13.397812°E | palazzo                  |
|          | Palazzo Camponeschi            | edificio dell'Aquila                     | L'Aquila                              | 42.351394°N 13.39725°E  | palazzo                  |
|          | Palazzo Branconio              | palazzo dell'Aquila                      | L'Aquila                              | 42.354196°N 13.396646°E | palazzo                  |
|          | Casa della Giovane Italiana    | edificio a L'Aquila                      | L'Aquila                              | 42.344682°N 13.396548°E | palazzo                  |
|          | Casino Branconio               | edificio dell'Aquila                     | L'Aquila                              | 42.354368°N 13.395969°E | palazzo Villa di delizia |
|          | Palazzo Farnese                | edificio di Ortona                       | Ortona                                | 42.355468°N 14.404062°E | palazzo                  |
|          | Aurum - La fabbrica delle idee | edificio storico di Pescara in Italia    | Pescara                               | 42.453911°N 14.235818°E | palazzo                  |
|          | Villa Urania                   | edificio di Pescara                      | Pescara                               | 42.472528°N 14.208325°E | palazzo                  |
|          | Fortino del Pescara            | edificio di Pescara                      | Pescara                               | 42.462061°N 14.213146°E | palazzo                  |
|          | Palazzo Sipari                 | edificio di Pescasseroli                 | Pescasseroli                          | 41.810361°N 13.790389°E | palazzo                  |
|          | Palazzo Fanzago                | palazzo di Pescocostanzo                 | Pescocostanzo                         | 41.890069°N 14.065707°E | palazzo                  |
|          | Palazzo Grilli                 | palazzo di Pescocostanzo                 | Pescocostanzo                         | 41.890192°N 14.064399°E | palazzo                  |
|          | Villa Clemente                 | edificio storico di Roseto degli Abruzzi | Roseto degli Abruzzi                  | 42.686155°N 14.008118°E | palazzo                  |
|          | Palazzo De Angelis             | palazzo di Scanno                        | Scanno                                | 41.902719°N 13.881791°E | palazzo                  |
|          | Palazzo Mosca                  | palazzo di Scanno                        | Scanno                                | 41.904226°N 13.881049°E | palazzo                  |
|          | Palazzo Serafini-Ciancarelli   | palazzo di Scanno                        | Scanno                                | 41.903409°N 13.882322°E | palazzo                  |
|          | Palazzo Serafini               | palazzo di Scanno                        | Scanno                                | 41.903908°N 13.88017°E  | palazzo                  |
|          | palazzo di Rienzo              | palazzo di Scanno                        | Scanno                                | 41.903922°N 13.881936°E | palazzo                  |
|          | Palazzo Ducale                 | edificio di Tagliacozzo                  | Tagliacozzo                           | 42.068472°N 13.250417°E | palazzo                  |
|          | Casa dei Melatino              | palazzo di Teramo                        | Teramo                                | 42.658569°N 13.706458°E | palazzo                  |
|          | Palazzo Delfico                | palazzo di Teramo                        | Teramo                                | 42.659697°N 13.700619°E | palazzo                  |
|          | Palazzo d'Avalos               | palazzo di Vasto                         | Vasto                                 | 42.111489°N 14.710561°E | palazzo                  |
|          | Casa Caracciolo                | palazzo di Villa Santa Maria             | Villa Santa Maria                     | 41.949572°N 14.350096°E | palazzo                  |
|          | Palazzo Castracane             | palazzo di Villa Santa Maria             | Villa Santa Maria                     | 41.948328°N 14.348988°E | palazzo                  |
|          | Vecchio municipio di Villalago | palazzo di Villalago                     | Villalago                             | 41.935897°N 13.837173°E | palazzo                  |

## Scultura
| immagine | voce                        | descrizione        | unità amministrativa in cui è situato | coordinate geografiche | istanza di |
| -------- | --------------------------- | ------------------ | ------------------------------------- | ---------------------- | ---------- |
|          | Monumento a Silvio Spaventa | monumento di Bomba | Bomba                                 | 42.035°N 14.366472°E   | scultura   |
|          | Madonna del Fuoco           | statua di Pescara  | Pescara                               |                        | scultura   |

## Statua
| immagine | voce                                 | descrizione                    | unità amministrativa in cui è situato | coordinate geografiche  | istanza di |
| -------- | ------------------------------------ | ------------------------------ | ------------------------------------- | ----------------------- | ---------- |
|          | Monumento a san Francesco Caracciolo | monumento di Villa Santa Maria | Villa Santa Maria                     | 41.949658°N 14.350041°E | statua     |